# Museo del Transporte de Coventry

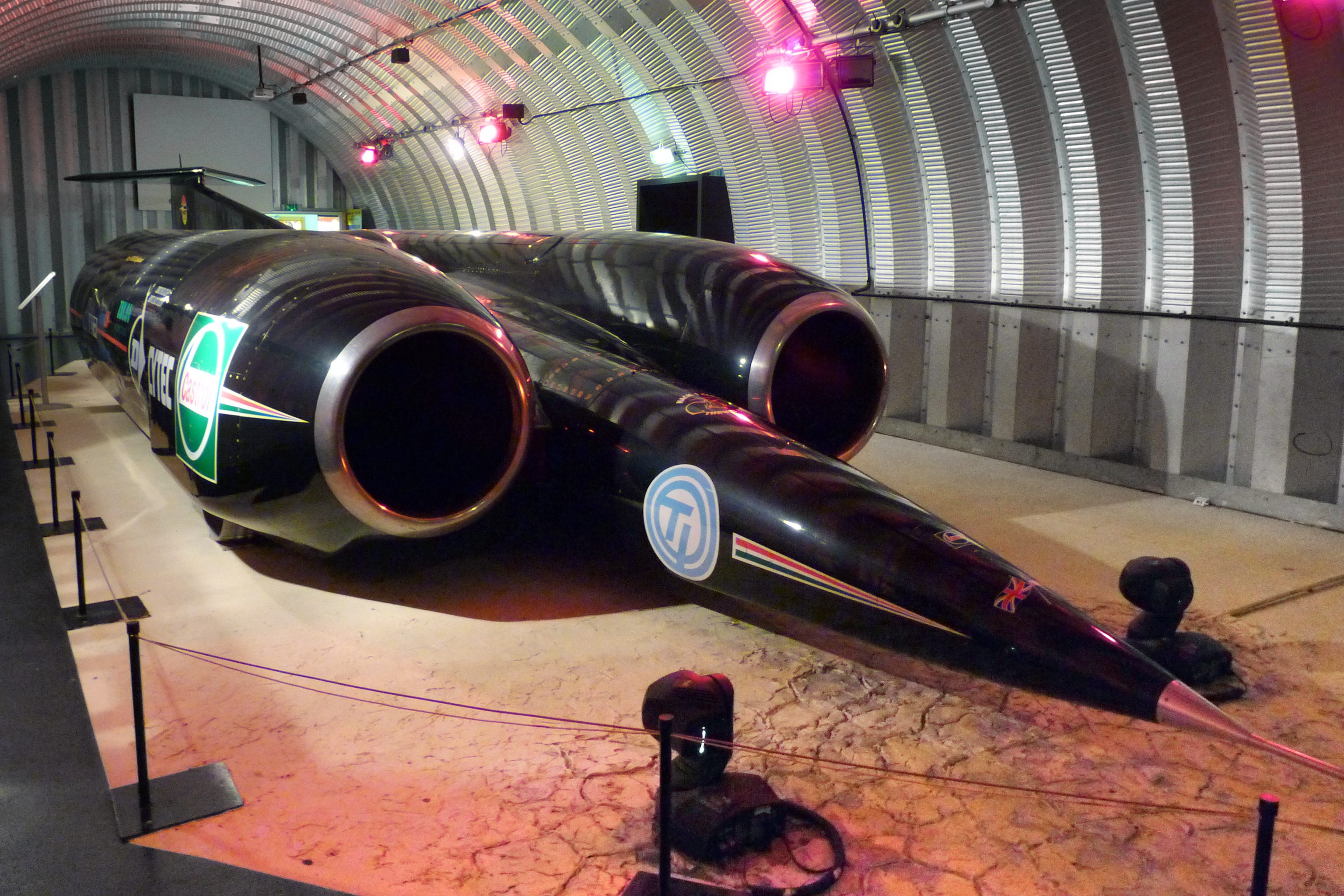
El Thrust SSC exhibido en el Museo

El Museo del Transporte de Coventry (nombre original en inglés: Coventry Transport Museum) está ubicado en el centro de la ciudad de Coventry, Inglaterra. Anteriormente conocido como el Museo del Transporte Británico por Carretera ("Museum of British Road Transport"), es un museo dedicado al mundo del transporte por carretera y alberga la mayor colección de propiedad pública de vehículos de fabricación británica.  
Se encuentra en Coventry porque la ciudad era anteriormente el centro de la industria automovilística británica y el lugar de nacimiento de la bicicleta. Alberga más de 240 automóviles y vehículos comerciales, 100 motocicletas y 200 bicicletas. 
La visita al museo anteriormente fue gratuita, pero en 2020 el precio de una entrada era de 14 libras.
Las exposiciones temporales en constante cambio presentan automóviles, vehículos comerciales, bicicletas y motocicletas de la colección del museo y procedentes de otras instituciones. El museo ofrece actividades que van desde retos de ingeniería hasta experimentos científicos. 
También es sede del "Vintage Sleigh Ride", una cabalgata navideña popular entre generaciones de residentes locales. 
Cuenta con un departamento permanente de archivos, que se ocupa de una serie de elementos históricos, y ofrece un servicio de consulta pública que responde preguntas y encuentra elementos e información. Los visitantes deben ponerse en contacto con el museo antes de visitarlo si desean acceder a los archivos o hablar con un curador. 

## Exhibiciones
Entre las piezas más notables que expone el museo figuran los vehículos Thrust2 y ThrustSSC, los automóviles a reacción británicos que batieron el récord de velocidad en tierra en 1983 y 1997 respectivamente, y algunos de los automóviles de la casa real británica, como las limusinas de estado de la reina Mary y del rey Jorge V. 
En 2015 se finalizó la remodelación del museo, en la que se invirtieron 8,5 millones de libras, completándose 12 de las 14 galerías. Fue financiada por la Heritage Lottery Foundation, el Fondo Europeo de Desarrollo, el Premio Biffa y Garfield Weston. Como parte del proyecto de reorganización del Museo, los vehículos Thrust SSC y Thrust 2 fueron reubicados por un transportista especializado desde su posición en la Galería Spirit of Speed del Museo a la nueva Galería de Registro de Velocidad Terrestre del Premio Biffa.
La colección alberga numerosos automóviles clásicos, incluyendo un Austin Allegro, un Austin Metro que fue propiedad de Lady Diana Spencer, un Ford Escort MK2 y distintos modelos de Hillman Imp, Triumph Acclaim, Talbot Sunbeam, Talbot Horizon, Peugeot 206 o Peugeot 405. También se exhibe el automóvil Humber utilizado por el Mariscal Montgomery durante la Segunda Guerra Mundial. 
El museo exhibe muchos modelos de Jaguar y otros automóviles construidos en Coventry, como los de las marcas Triumph, Humber y Standard, un tanque Alvis, tractores Massey Ferguson, y autobuses construidos en la ciudad, incluido el autobús en el que el equipo de fútbol Coventry City desfiló después de su victoria en la Final de la Copa FA de 1987. Las marcas de motocicletas de Coventry también están representadas en la colección del museo, que incluye máquinas Triumph, Francis-Barnett, Rudge-Whitworth y Coventry-Eagle. La institución está afiliada a la British Motorcycle Charitable Trust.

## Imágenes
|  |  |  |  |  |

|  |  |  |